# Dzierżoniów
Dzierżoniów (do 1946 Rychbach, też Rychonek, niem. Reichenbach im Eulengebirge) – miasto w Polsce, w województwie dolnośląskim, siedziba powiatu dzierżoniowskiego i gminy wiejskiej Dzierżoniów. Położone w Kotlinie Dzierżoniowskiej, nad rzeką Piławą.
Dzierżoniów uzyskał lokację miejską przed 1241 rokiem. W latach 1960–1972 miasto było siedzibą władz, ale nie należało do gromady Dzierżoniów. W latach 1975–1998 miasto administracyjnie należało do województwa wałbrzyskiego. Obecna, polska nazwa miasta, została nadana dla upamiętnienia ks. Jana Dzierżonia – wybitnego śląskiego badacza pszczół.
1 stycznia 2023 r. miasto liczyło 31 061 mieszkańców (144. miejsce w kraju). Gęstość zaludnienia 1547,6 osób/km² (11. miejsce w województwie).

## Warunki naturalne
Dzierżoniów jest położony w Kotlinie Dzierżoniowskiej u podnóża Gór Sowich od południa i Masywu Ślęży od północy. Miasto leży nad rzeką Piława.
Według danych z roku 2023 Dzierżoniów ma obszar 20,07 km² (299. lokata w kraju), w tym:
- użytki rolne: 63%
- użytki leśne: 0%

Miasto stanowi 4,19% powierzchni powiatu. Sąsiaduje z gminami: Bielawa, Pieszyce oraz gminą wiejską Dzierżoniów.

## Historia
Kalendarium:
- XII w. – legendarne początki miasta.
- 1159 – legendarna data powstania kościoła św. Jerzego przez księcia Bolesława Kędzierzawego.
- 13 lutego 1258 – pierwsza pisemna wzmianka o Reichenbach i kościele św. Jerzego.
- 1290 – miasto otrzymało pieczęć przedstawiającą św. Jerzego zabijającego smoka na tle murów miejskich – obecny herb miasta.
- 1291 – miasto przeszło pod władzę Piasta świdnicko-ziębickiego – Bolka I Surowego.
- pocz. XIV w. – budowa kościoła Niepokalanego Poczęcia NMP przez zakon augustianów-eremitów.
- 1337 – uniezależnienie się od księcia świdnicko-jaworskiego.
- 1338 – przekazanie przez księcia Bolka II kościoła św. Jerzego zakonowi rycerskiemu joannitów.
- 1392 – miasto przeszło wraz z księstwem jaworsko-świdnickim do Korony Czeskiej.
- XVI w. – rozwój miasta jako ośrodka tkactwa.
- 1526 – przejście pod zwierzchnictwo Habsburgów.
- 1618–1648 (wojna trzydziestoletnia) – pożary, wyludnienie i upadek miasta.

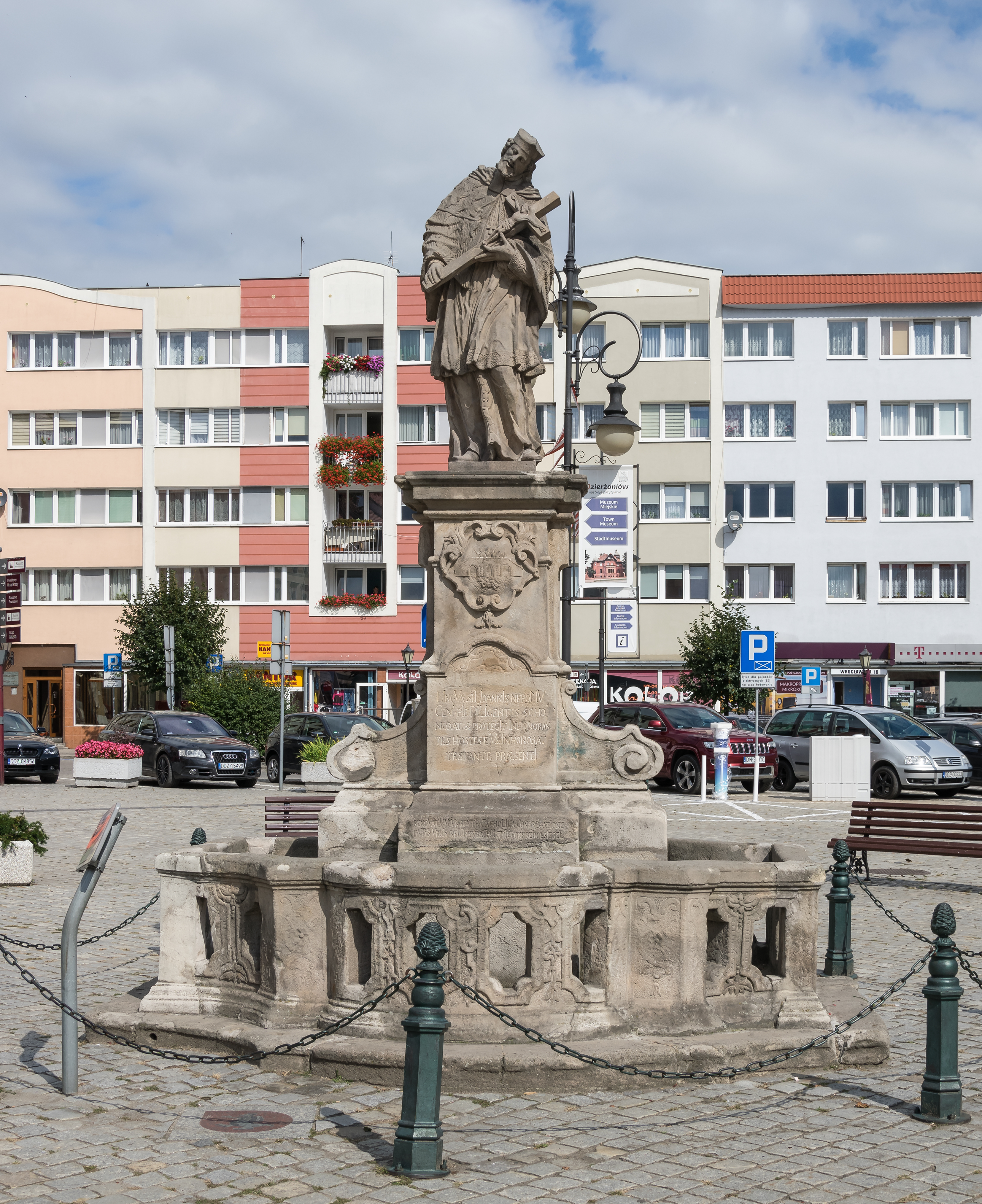
Figura św. Jana Nepomucena z 1733

- 1733 – ustawienie na rynku figury św. Jana Nepomucena.
- 1742 – przejście pod panowanie Prus.
- 1750 – w polskojęzycznym dokumencie pruskim miejscowość jest wymieniona jako Reychenbach[4]
- 1762 – bitwa pod Dzierżoniowem w czasie III wojny śląskiej
- 1780–1784 – wyburzenie starych domów i budowa w ich miejscu jednopiętrowych domów kalenicowych.
- 1790 – spotkanie dyplomatów Prus, Austrii, Wielkiej Brytanii i Holandii, którego rezultatem była konwencja dzierżoniowska.
- 1795–1798 – budowa kościoła ewangelickiego (obecnie rzymskokatolicki pw. NMP Matki Kościoła).
- 1805 – założenie ewangelickiego cmentarza z kaplicą grobową Sadebecków.
- 1813 – zawarcie tajnych układów, które zapoczątkowały powstanie VI koalicji antynapoleońskiej; spotkanie króla pruskiego Fryderyka Wilhelma III oraz cara Aleksandra I.
- 1815–1820 – stolica rejencji dzierżoniowskiej w prowincji Śląsk.
- 1815 – powstanie w Dzierżoniowie loży masońskiej „Aurora zur ehernen Kette”[5]
- 1820 – włączenie do rejencji wrocławskiej prowincji Śląsk.
- 1855 – uzyskanie pierwszego połączenia kolejowego.
- 1871 – miasto wraz z Prusami staje się częścią zjednoczonych Niemiec.
- 1872–1875 – gruntowna przebudowa siedziby władz miejskich (ratusza).

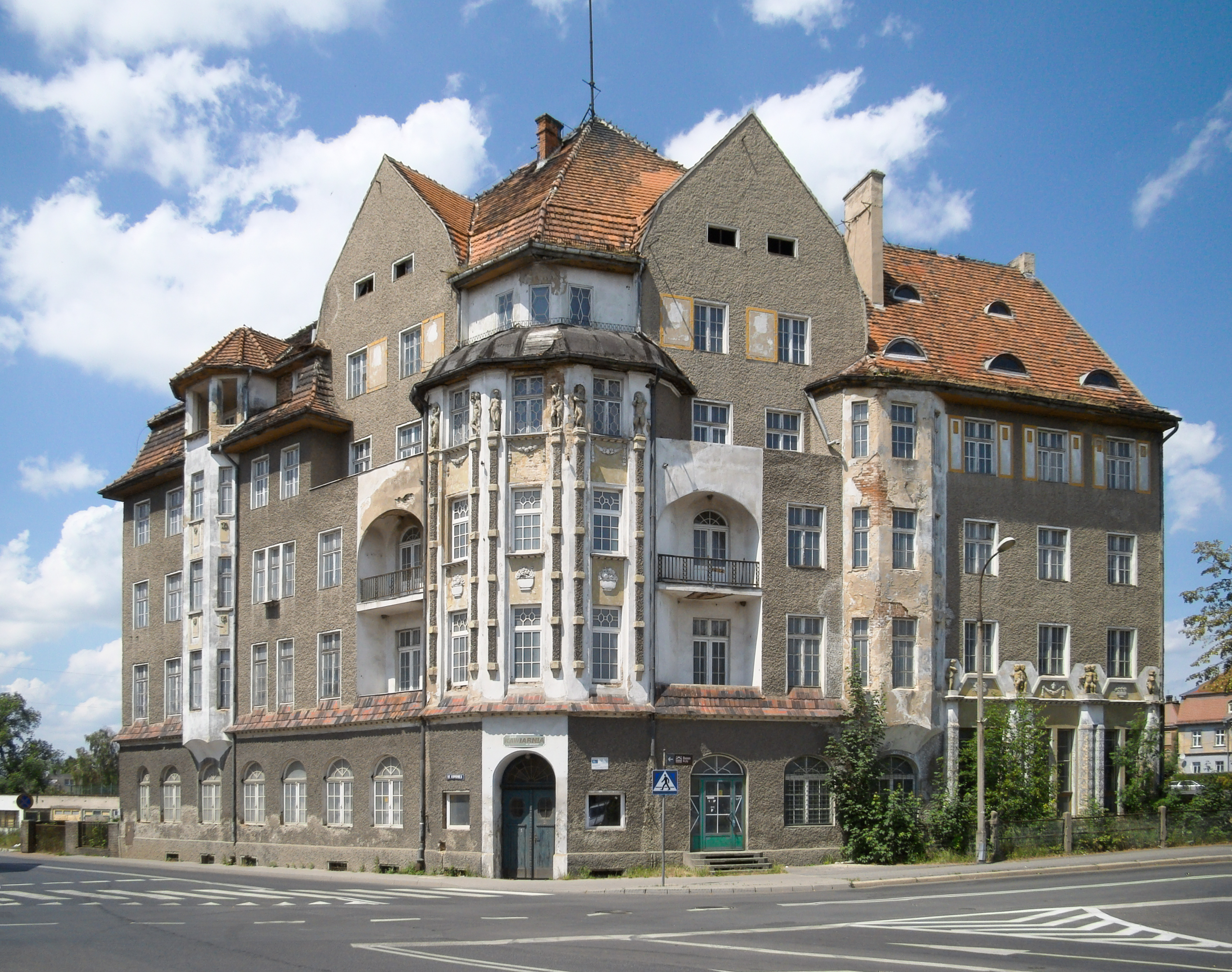
Dawny Hotel Polonia, wzniesiony w 1908

- 1908 – powstanie budynku byłego Hotelu Polonia
- W czasie II wojny światowej w miejscowości znajdowała się filia niemieckiego obozu koncentracyjnego Groß-Rosen[6].

- 1945

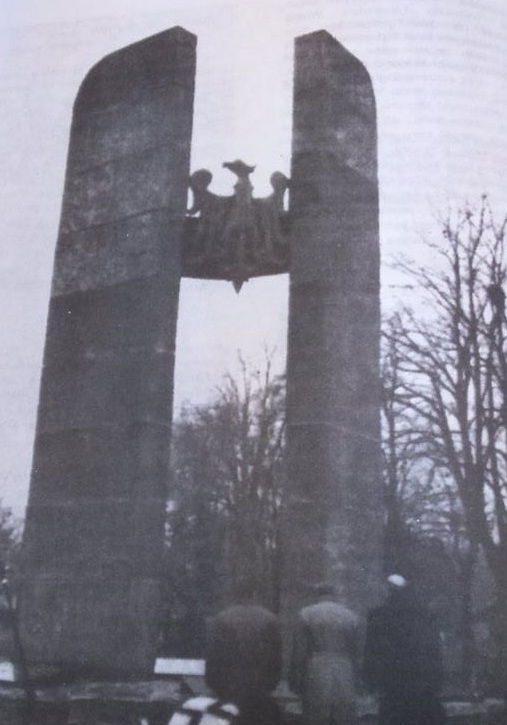
Pomnik Pamięci Losów Ojczyzny w 1977

  - styczeń – zbliżanie się Armii Czerwonej spowodowało ucieczkę i ewakuację ludności niemieckiej z terenów Pomorza i Śląska[7][8] zarządzonej przez władze niemieckie bez przygotowania[9]. Z tego powodu wielu ludzi zginęło, w wyniku działań frontowych, bądź wskutek silnych mrozów[10].
  - 8 maja – wkroczenie do miasta Armii Czerwonej
  - włączenie miasta wraz z Dolnym Śląskiem do państwa polskiego
  - zaczęli przybywać Polacy z obszarów, które po konferencji jałtańskiej znalazły się poza nową wschodnią granicą Polski. Polaków tych wysiedlano na podstawie umów z ZSRR, które podpisał Polski Komitet Wyzwolenia Narodowego[10].
  - początek wysiedlenia niewielu pozostałych jeszcze po zimowej ucieczce i ewakuacji dotychczasowych mieszkańców miasta do Niemiec
  - specyfiką miasta był silny napływ osadników pochodzenia żydowskiego, wskutek czego stało się ono wówczas jednym z 6 największych skupisk ludności żydowskiej w Polsce[11].
  - czerwiec 1945- utworzenie Wojewódzkiego Komitetu Żydowskiego w Dzierżoniowie[12].
  - uruchomienie Państwowej Fabryki Odbiorników Radiowych, późniejszych Zakładów Radiowych Diora
  - powstanie klubu piłkarskiego Lechia Dzierżoniów.
- 1946 – zmiana nazwy miasta z Rychbach na Dzierżoniów[13][14], – na cześć ks. Jana Dzierżona, sławnego pszczelarza.
- 1948 – Dzierżoniów liczy ok. 24 000 mieszkańców, w tym ok. 26% Żydów[15].
- lata 50. – emigracja ludności pochodzenia żydowskiego za granicę.
- lata 60. – wyburzenie 13 zabytkowych kamienic, tworzących północną pierzeję rynku.
- 1975
  - maj – odsłonięcie pomnika, obecnie nazwanego Pomnikiem Pamięci Losów Ojczyzny
  - czerwiec – Dzierżoniów w granicach nowo utworzonego województwa wałbrzyskiego
- 1992 – miasto osiąga rekordową liczbę 38 428 mieszkańców (zob. ludność Dzierżoniowa)
- 1999
  - miasto w granicach województwa dolnośląskiego
  - uzyskanie przez Urząd Miasta certyfikatu ISO 9002 (pierwsza jednostka samorządowa w Polsce z certyfikatem ISO 9002).
- 2011 – powstanie Muzeum Miejskiego Dzierżoniowa.

## Architektura

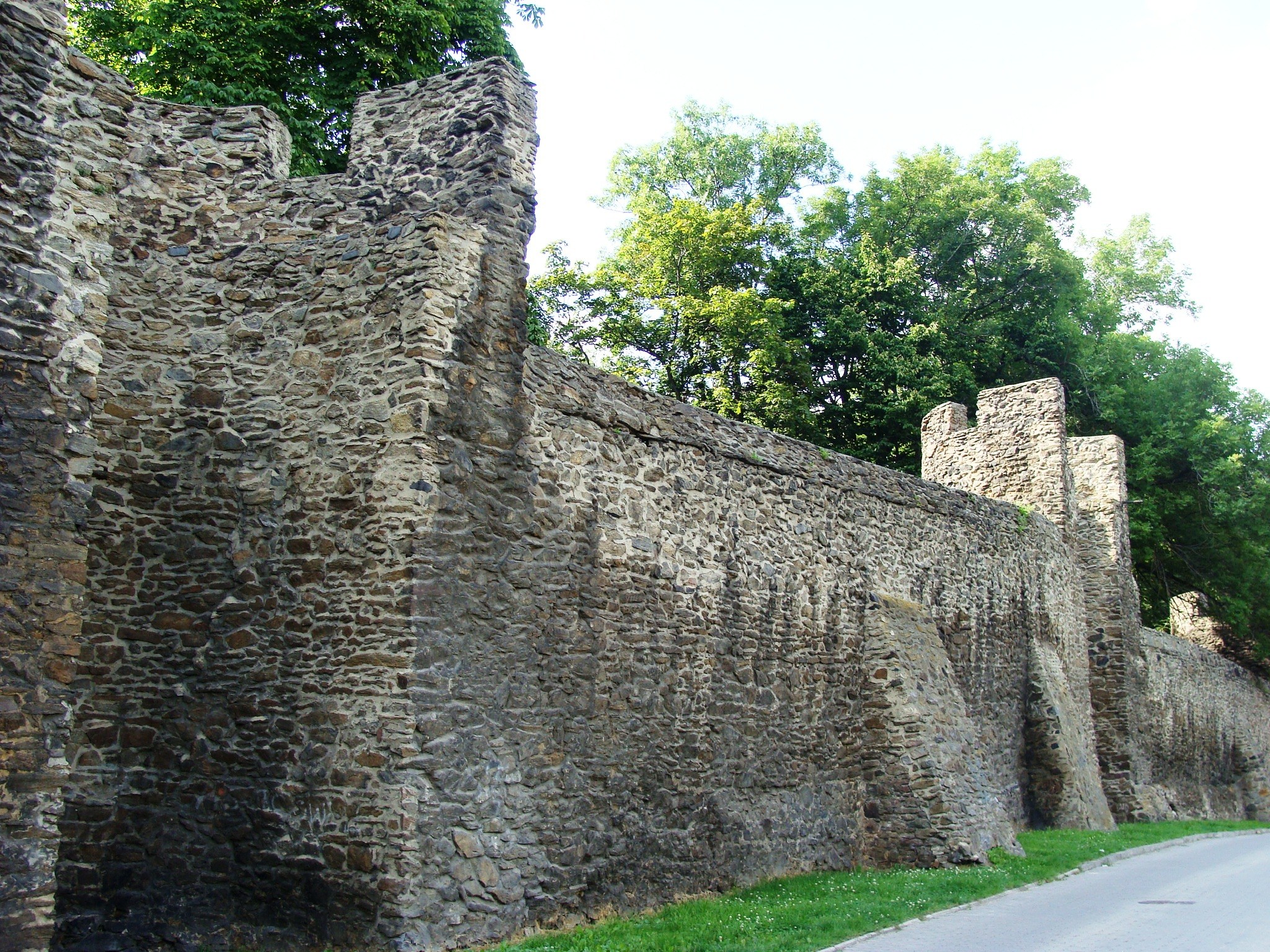
Mury miejskie

### Zabytki

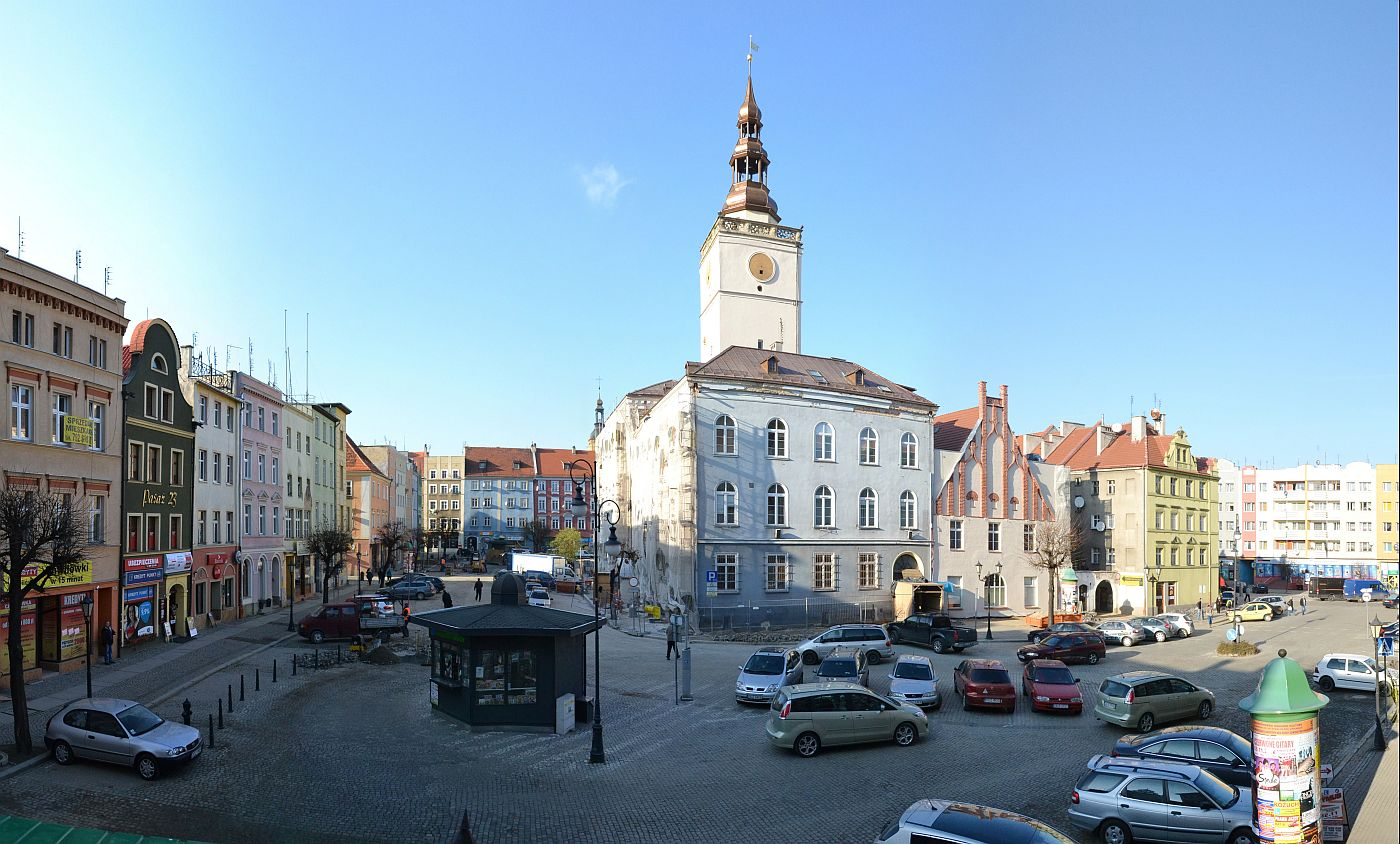
Ratusz oraz Rynek

Do wojewódzkiego rejestru zabytków wpisane są:
- zespół urbanistyczny miasta
- kościół paraf. św. Jerzego, z drugiej poł. XIV w., XVI w.; wybudowany według legendy za czasów księcia Bolesława Kędzierzawego w 1159, faktycznie około roku 1230; w 1338 r. przekazany przez księcia Bolka II zakonowi rycerskiemu joannitów. Przebudowany w okresie XV-XVI w.
- zespół klasztorny augustianów, ul. Garncarska 16 / Klasztorna, z XIV w., 1713 r., 1845 r.:
  - kościół, ob. par. pw. Niepokalanego Poczęcia NMP; wybudowany w pocz. XIV w. przez zakon augustianów-eremitów
  - klasztor
- zbór ewangelicki, obecnie kościół rzymskokatolicki par. pw. MB Królowej Polski; klasycystyczny kościół wybudowany w latach 1795–1798 według projektu architekta Carla Gottharda Langhansa; do 1962 r. funkcjonował jako świątynia ewangelicka, potem został przejęty przez miasto i używany jako magazyn meblowy. Pozbawiony właściwej opieki spłonął częściowo w 1973 r. Przekazany w 1978 r. parafii katolickiej, został konsekrowany w 1979 r. i do 1984 r. odremontowany; kolumny w kościele są utrzymane w porządku spiętrzonym obejmującym trzy style: toskański, joński i koryncki; współczesny ołtarz został przeniesiony z kościoła pod wezwaniem Niepokalanego Poczęcia NMP który pochodzi z XVIII w.; ołtarz jest przykładem barokowego malarstwa tablicowego
- kościół pw. Świętej Trójcy, wybudowany w XV w. jako kaplica cmentarna; przebudowany po pożarze w 1831 i 1851 r. – w XIX w.
- kaplica grobowa rodziny Sadebecków na cmentarzu ewangelickim, ul. Daszyńskiego, wzniesiona w 1805 r. przez patrycjuszowski ród Sadebecków, jako centrum cmentarza ewangelickiego; ma postać rotundy
- synagoga, wybudowana w 1875 r., ul. Krasickiego 28
- mury obronne – wzniesione pod koniec XIII w. na polecenie księcia świdnickiego Bolka II; wzmocnione basztami i półbasztami łupinowymi; po wojnie husyckiej dobudowano mury zewnętrzne, tworząc w ten sposób pas zieleni (międzymurze); w XVIII w. częściowo zlikwidowane
- ratusz i wieża ratuszowa – pozostałość po starym średniowiecznym ratuszu; pełniła wtedy rolę strażnicy i punktu obronnego; dziś jest punktem widokowym, skąd można podziwiać panoramę miasta i okolic, Rynek, XV, z l. 1873-75; ratusz wybudowano jako dom handlowy i centrum kupieckie; od 1337 siedziba władz miejskich; w latach 1872–1875 gruntownie przebudowany
- sukiennice, Rynek 2, z XV w., XIX w.
- dom, ul. Klasztorna 7, z XVI-XVII w., XIX w.
- dom, ul. Klasztorna 12, z XVIII/XIX w.
- dom, ul. Kościelna 30, z pocz. XIX w.
- dom, ul. Krasickiego 21, z XVIII w.
- dom, ob. przedszkole, ul. Miernicza z drugiej i trzeciej ćw. XIX w.
- dom, ul. Przedmieście 27
- hotel „Polonia”, ul. Sienkiewicza 4, z 1908 r., 1920 r.
- willa, ul. Szkolna 14, z 1894 r.
- kamienica, ul. Świdnicka 2, z XVIII w., XIX/XX w.
- willa, ob. siedziba Muzeum Miejskiego Dzierżoniowa, ul. Świdnicka 30, z 1897 r.
- willa, ul. Świdnicka 32, z 1870 r.
- dom, pl. Wolności 4 (Rynek), z pocz. XIX w. XIX/XX w.
- dom, pl. Wolności 5 (Rynek), z XVIII w., XIX/XX w.
- domy, pl. Wolności 5-9 (d. Rynek 6-9), z XVIII w., XIX w.
- domy, pl. Wolności 11 (d. Rynek nr 12/13), z XIX w.
- dom, pl. Wolności 17 (Rynek), z XVIII/XIX/XX w.
- domy, pl. Wolności 18, 19 (Rynek), z XIX/XX w.
- kamienica, pl. Wolności 20 (Rynek), z XVIII w., XIX w.
- dom, pl. Wolności 21 (Rynek), z XVIII-XX w.
- kamienica, pl. Wolności 22 (Rynek), z XVIII w.
- domy, pl. Wolności 23/24 (Rynek), z 1800 r., przeb. w pocz. XX w.
- kamienica, pl. Wolności 25 (Rynek), z pocz. XIX w.
- kamienica, pl. Wolności 26 (Rynek), z XIX/XX w.
- kamienica, pl. Wolności 27 (Rynek), z k. XIX w.
- domy, pl. Wolności 28, 29, 30 (Rynek), z XVIII-XIX w.
- kamienica, pl. Wolności 31 (Rynek), z XVIII w., 1905 r.
- domy, pl. Wolności 33, 35, 36 (Rynek), z XVIII-XX w.
- dom, pl. Wolności 34 (Rynek), z XVIII w., przebudowany pocz. XX w.
- dom, pl. Wolności 37 (Rynek), z XIX w.
- dom, pl. Wolności 39 (Rynek), z pierwszej poł. XIX w.
- kamienica, pl. Wolności 51 (Rynek), z XVIII-XIX w.
- kamienica, pl. Wolności 54 (Rynek), z XVII-XIX w.
- kamienica, pl. Wolności 55 (Rynek), z XIX/XX w.
- domy, ul. Ząbkowicka 2, 4, 6, 8, 10, 12, 14, 16, 18, z XVIII/XIX w.
- sąd, ob. komenda policji, ul. Ząbkowicka 57, z czwartej ćw. XIX w.
- budynki tkalni d. E.F. Haina, ul. Kilińskiego 14, z l. 1887-89
- dwa budynki produkcyjne
- kotłownia
- parowozownia wachlarzowa, ul. Kolejowa 8 b, z 1910 r.

inne
- Cmentarz żydowski w Dzierżoniowie

## Demografia
Struktura demograficzna mieszkańców Dzierżoniowa według danych z 31 grudnia 2007:
| Opis                                | Ogółem | Ogółem | Kobiety | Kobiety | Mężczyźni | Mężczyźni |
| ----------------------------------- | ------ | ------ | ------- | ------- | --------- | --------- |
| Jednostka                           | osób   | %      | osób    | %       | osób      | %         |
| Populacja                           | 34 471 | 100    | 18 490  | 53,64   | 15 981    | 46,36     |
| Wiek przedprodukcyjny (0–17 lat)    | 5487   | 15,92  | 2664    | 7,73    | 2823      | 8,19      |
| Wiek produkcyjny (18–65 lat)        | 22 319 | 64,75  | 11 093  | 32,18   | 11 226    | 32,57     |
| Wiek poprodukcyjny (powyżej 65 lat) | 6665   | 19,34  | 4733    | 13,73   | 1932      | 5,6       |

Piramida wieku mieszkańców Dzierżoniowa w 2014 roku.

## Gospodarka

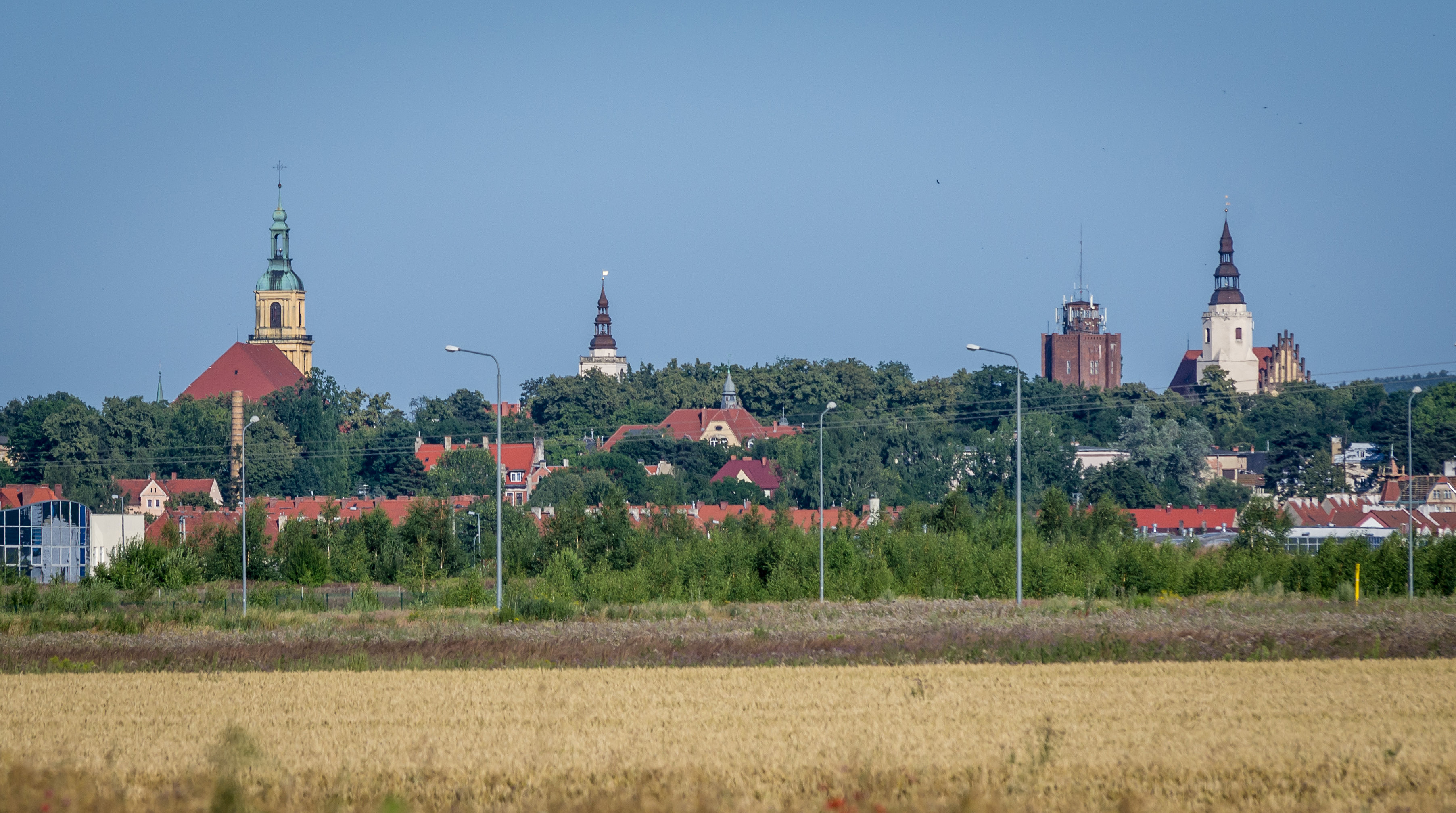
Panorama Dzierżoniowa

Największe firmy to: Tailor, Technika Szpitalna i Frankonia Poland, Dionar, Kamitech, Galwanizer, Hak-Hol, Diotech, Faro i S.I. „Elektromet” oraz działające w Wałbrzyskiej Specjalnej Strefie Ekonomicznej Invest-Park podstrefa Dzierżoniów: Metzeler Automotive Profile Systems, Henkel Ceresit, Orion, Broen DZT, Libra, Ermosoga, Pamax, Domex, Best Palm.

## Transport

### Transport kolejowy

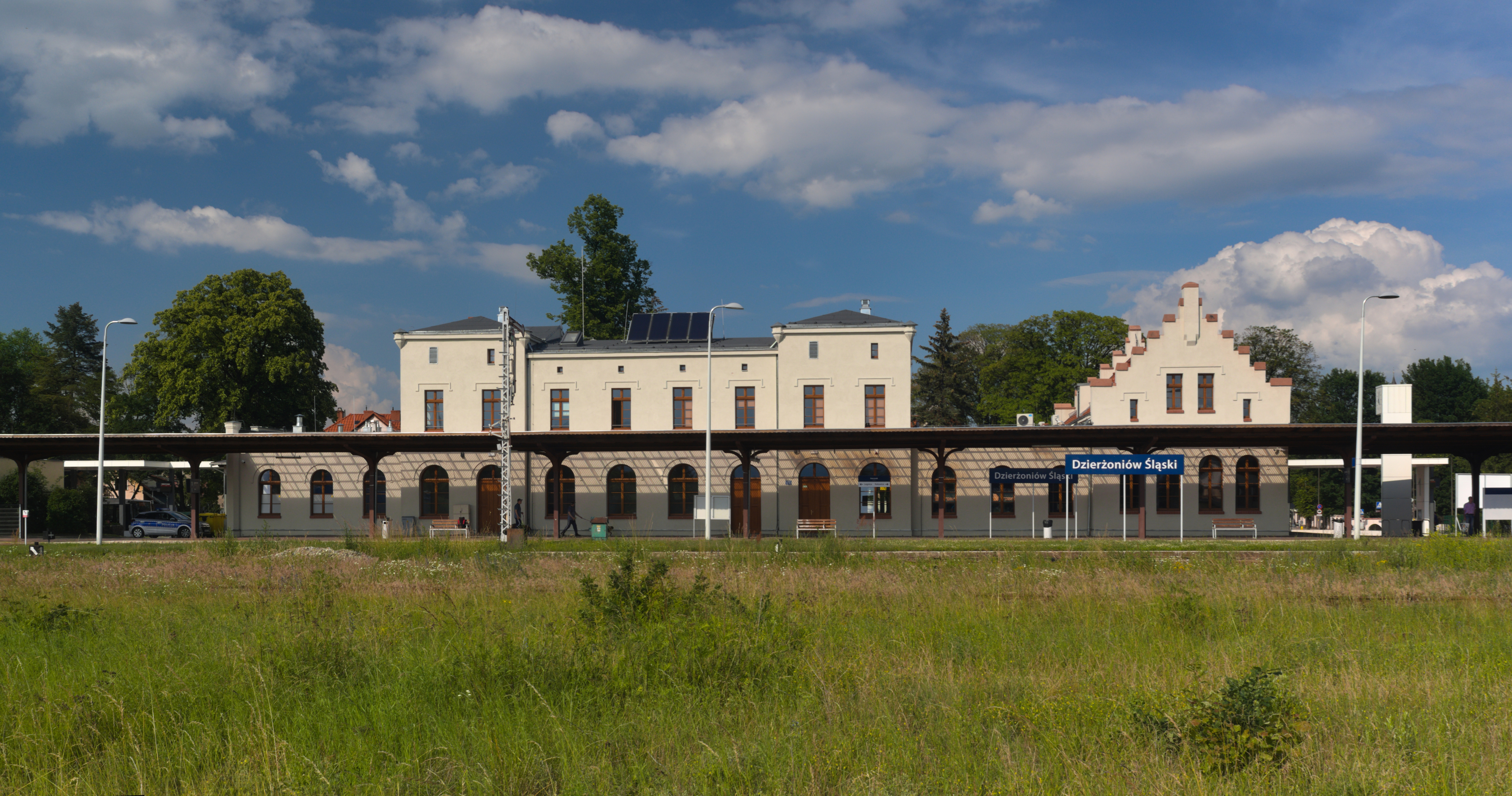
Stacja kolejowa Dzierżoniów Śląski (2020)

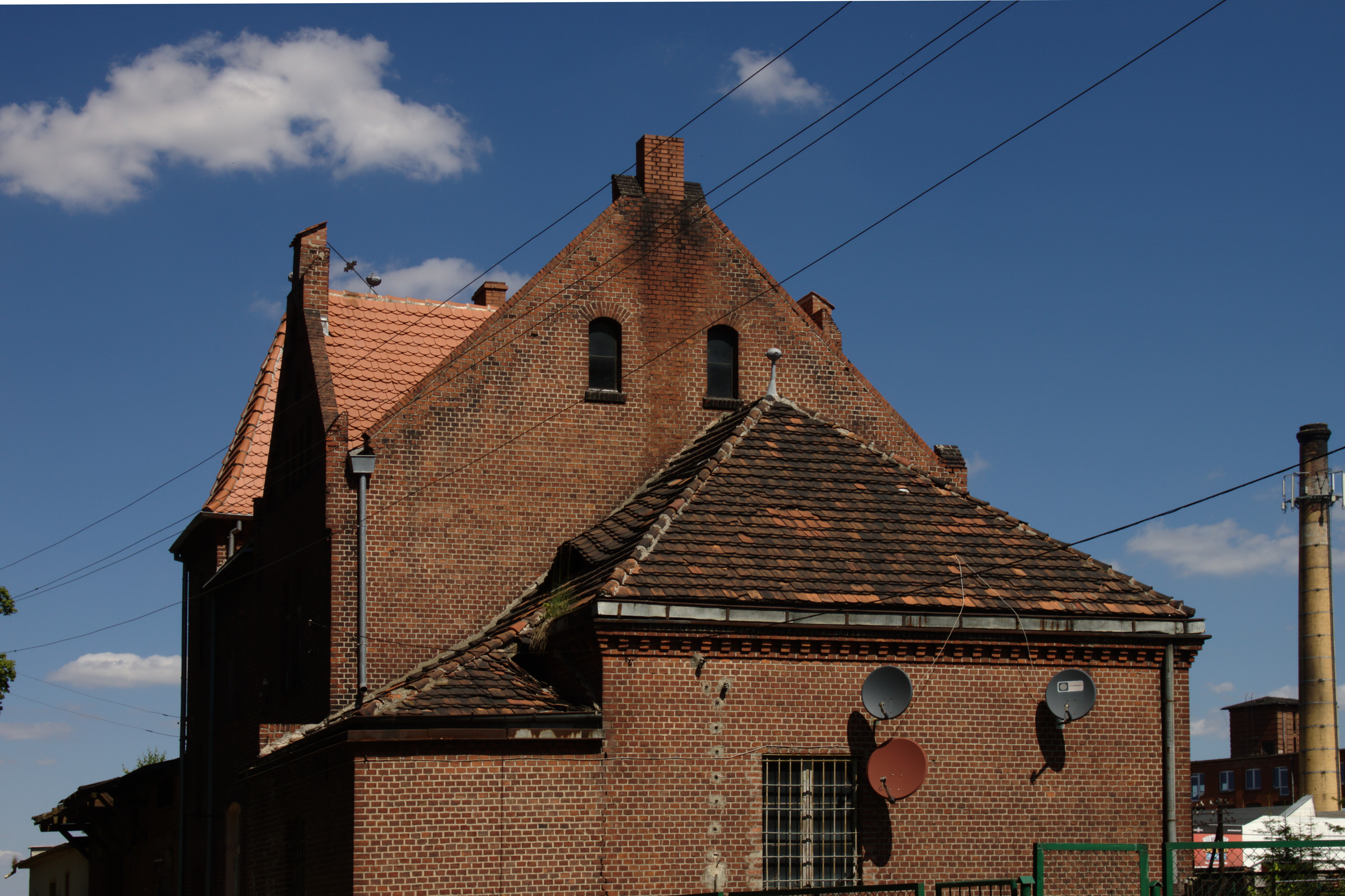
Nieczynna stacja kolejowa Dzierżoniów Dworzec Mały

Pierwsze połączenie kolejowe Dzierżoniów uzyskał 24 listopada 1855. Była to 1-torowa 25 km linia do Świdnicy, wzbogacona o dodatkowy, drugi tor w 1908. Niespełna 3 lata później, 1 listopada 1858 uruchomiono 2-torową 21 km linię do Ząbkowic Śląskich. Obydwa odcinki pozbawiono drugiego toru latem 1945, niedługo po wkroczeniu wojsk radzieckich. Trzecią linią był krótki 1-torowy 5,9 km odcinek do Bielawy, otwarty 25 maja 1891. Po 86 latach eksploatacji, w maju 1977 wstrzymano na nim ruch pasażerski (w 2001 zawieszono przewozy towarowe, a od 2006 odcinek ten jest już nieprzejezdny). Czwartą i ostatnią linią był alternatywny, wyraźnie dłuższy od poprzedniego, 1-torowy 10,8 km odcinek do Bielawy Zachodniej uruchomiony 1 października 1900. Odcinek ten później został przedłużony do Ząbkowic przez Srebrną Górę wzdłuż masywu Gór Sowich. Trasą tą jeszcze w latach 60 jeździły pociągi pasażerskie. Po 76 latach użytkowania został zamknięty w styczniu 1977, a następnie całkowicie rozebrany (1978).
Według stanu na rok 2018 w Dzierżoniowie funkcjonuje w ruchu pasażerskim i towarowym wyłącznie linia kolejowa nr 137 Katowice-Legnica (tzw. Magistrala Podsudecka).

### Transport autobusowy
W okresie PRL publiczną komunikację autobusową w Dzierżoniowie i okolicach obsługiwały równolegle Państwowa Komunikacja Samochodowa oraz Wojewódzkie Przedsiębiorstwo Komunikacyjne w Wałbrzychu. Po roku 1990 obsługę publicznych linii autobusowych prowadziły przedsiębiorstwa powstałe w wyniku przekształceń własnościowych WPK i PKS (Sudecka Komunikacja Autobusowa i PKS Dzierżoniów) oraz przedsiębiorcy niezależni od dawnych przewoźników.
Gminy powiatu dzierżoniowskiego oraz gmina Stoszowice zawarły porozumienie administracyjne w sprawie wspólnej organizacji publicznych linii autobusowych o charakterze komunikacji miejskiej. Obowiązki organizatora komunikacji powierzono Zarządowi Komunikacji Miejskiej (ZKM) w Bielawie.
Linie organizowane przez ZKM Bielawa w latach 2017–2027 obsługuje wybrane w przetargu konsorcjum firm: PPUH „Kłosok” i „A21” (operator). Większość linii ZKM Bielawa przebiega przez Dzierżoniów, funkcjonują również wewnątrzmiejskie linie: A i B.

## Kultura

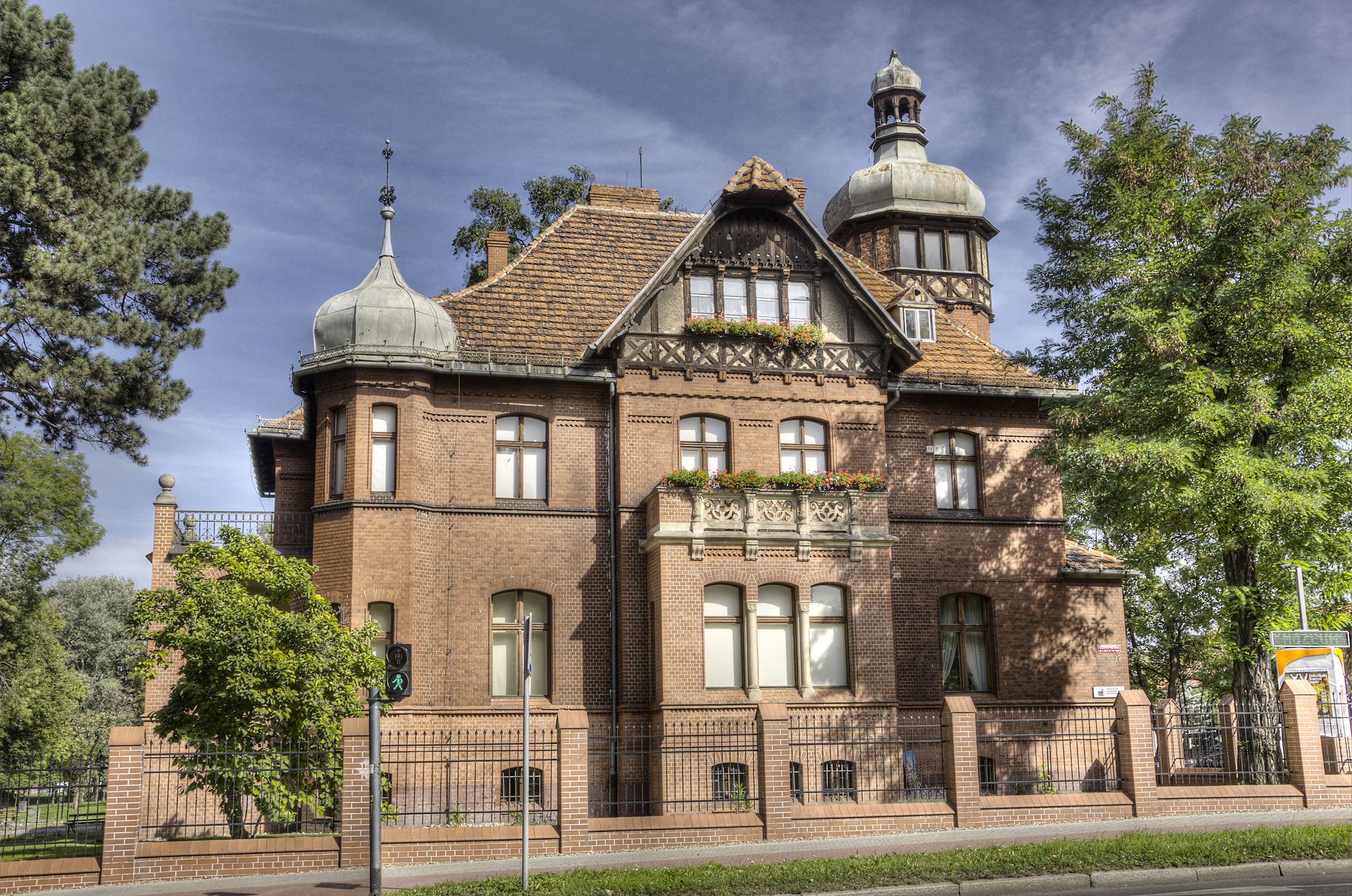
Muzeum Miejskie Dzierżoniowa

- Dzierżoniowski Ośrodek Kultury (DOK) – położony jest przy ulicy Świdnickiej 23. Do Dzierżoniowskiego Ośrodka Kultury należy też kino „Zbyszek”[21].
- Kino-teatr „Zbyszek” (Kino im. Zbigniewa Cybulskiego), należące do Dzierżoniowskiego Ośrodka Kultury, położone przy ulicy Ignacego Daszyńskiego. Zostało nazwane imieniem Zbigniewa Cybulskiego, który w latach 1945–1947 mieszkał i uczył się w Dzierżoniowie.
- Muzeum Miejskie Dzierżoniowa, mieści się w budynku willowym przy ulicy Świdnickiej 30.
- Muzeum Techniki – Młyn Hilberta, mieści się przy ul. Batalionów Chłopskich 11 – niedaleko Rynku. Jest to największy na Dolnym Śląsku młyn zbożowy udostępniony do zwiedzania. W zakładzie zachowała się kompletna i sprawna linia technologiczna do produkcji mąk z lat 30. XX wieku.

## Sport
W Dzierżoniowie funkcjonuje jeden basen kryty i jeden odkryty, dwa boiska piłkarskie w tym jedno ze sztuczną murawą. Działa piłkarski klub Lechia Dzierżoniów, który w sezonie 2007/2008 gra w „Piast” IV lidze dolnośląskiej, klub piłki ręcznej Żagiew Dzierżoniów, który w sezonie 2007/2008 gra w I lidze, KSP Broen-Karo Dzierżoniów – klub pétanque, zwycięzca ligi PFP 2007, Towarzystwo Szachowe Ziemi Dzierżoniowskiej „Dwie Wieże” oraz klub sportowy taekwondo Tiger.
Ośrodek Sportu i Rekreacji:
OSIR Dzierżoniów położony jest przy ulicy Strumykowej, niedaleko dworca kolejowego. Składa się ze: stadionu, boiska sztucznego, dwóch basenów kąpielowych, kortów tenisowych, hali sportowej, hotelu OSIR, oraz parkingu.

## Wspólnoty wyznaniowe
Na terenie Dzierżoniowa działalność religijną prowadzą następujące Kościoły i związki wyznaniowe:
- Kościół rzymskokatolicki (dekanat Dzierżoniów):
  - parafia Chrystusa Króla
  - parafia św. Jerzego
  - parafia Królowej Różańca Świętego
  - parafia Maryi Matki Kościoła
- Kościół Ewangelicko-Augsburski:
  - filiał
- Kościół Zielonoświątkowy
  - zbór „Betezda”
- Świecki Ruch Misyjny „Epifania”:
  - zbór Dzierżoniów
- Świadkowie Jehowy:
  - zbór Dzierżoniów (Sala Królestwa ul. Żeromskiego 20, Bielawa)[22].

Do końca lat 90. XX wieku w mieście funkcjonowała gmina żydowska.

## Administracja

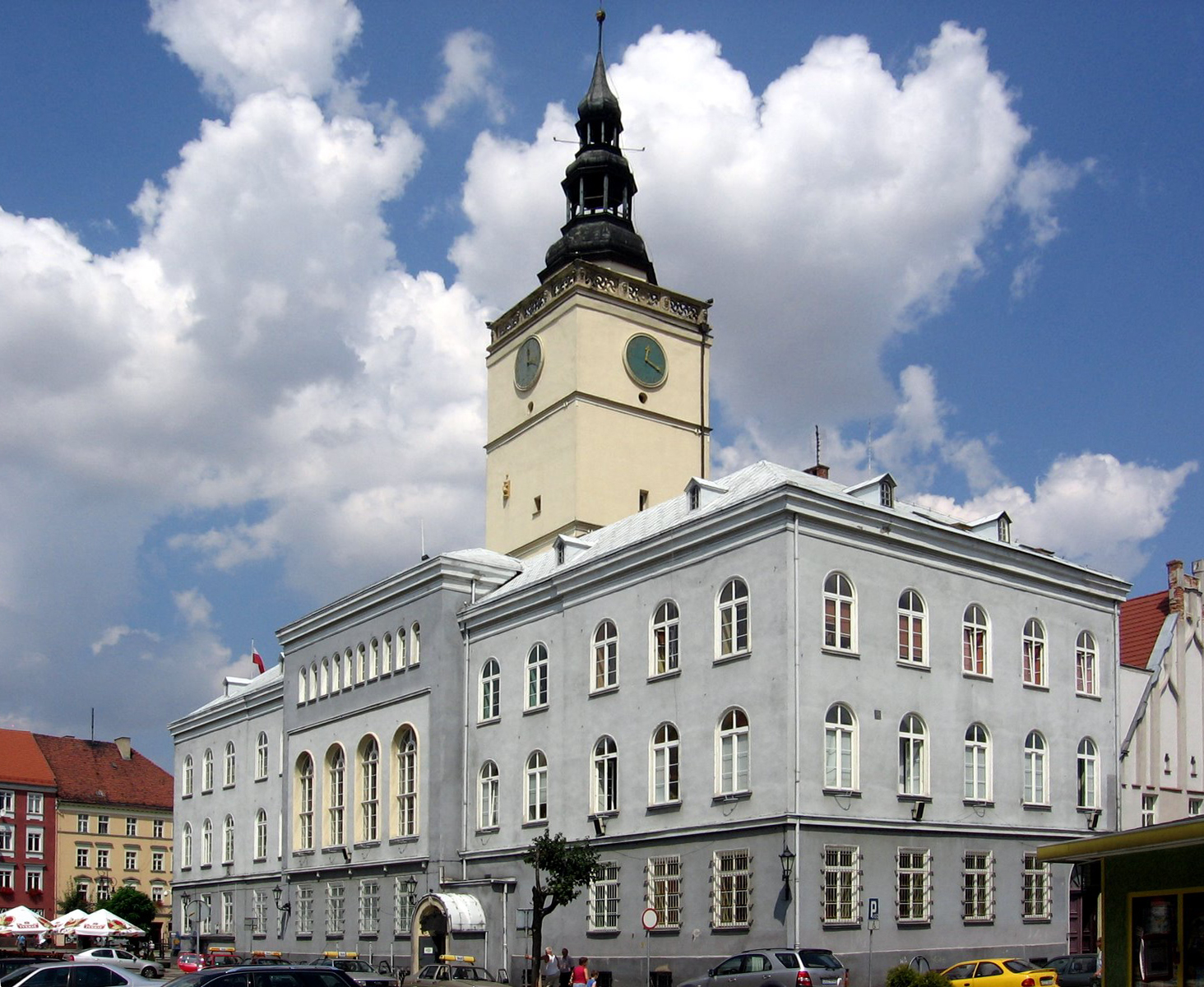
Ratusz

Dzierżoniów ma status gminy miejskiej. Mieszkańcy Dzierżoniowa wybierają do swojej rady miasta 21 radnych. Organem wykonawczym władz jest burmistrz. Siedzibą władz miasta jest ratusz przy rynku.
Dzierżoniów jest członkiem Związku Miast Polskich.
Burmistrzowie Dzierżoniowa po 1989:
- 1989–1991 – Andrzej Bartoszyński
- 1991–1993 – Jacek Adamczyk
- 1993–1998 – Leszek Tymcio
- 1998–2000 – Grzegorz Kiejnich
- 2000–2002 – Marek Nowakowski
- 2002–2014 – Marek Piorun
- od 2014 – Dariusz Kucharski

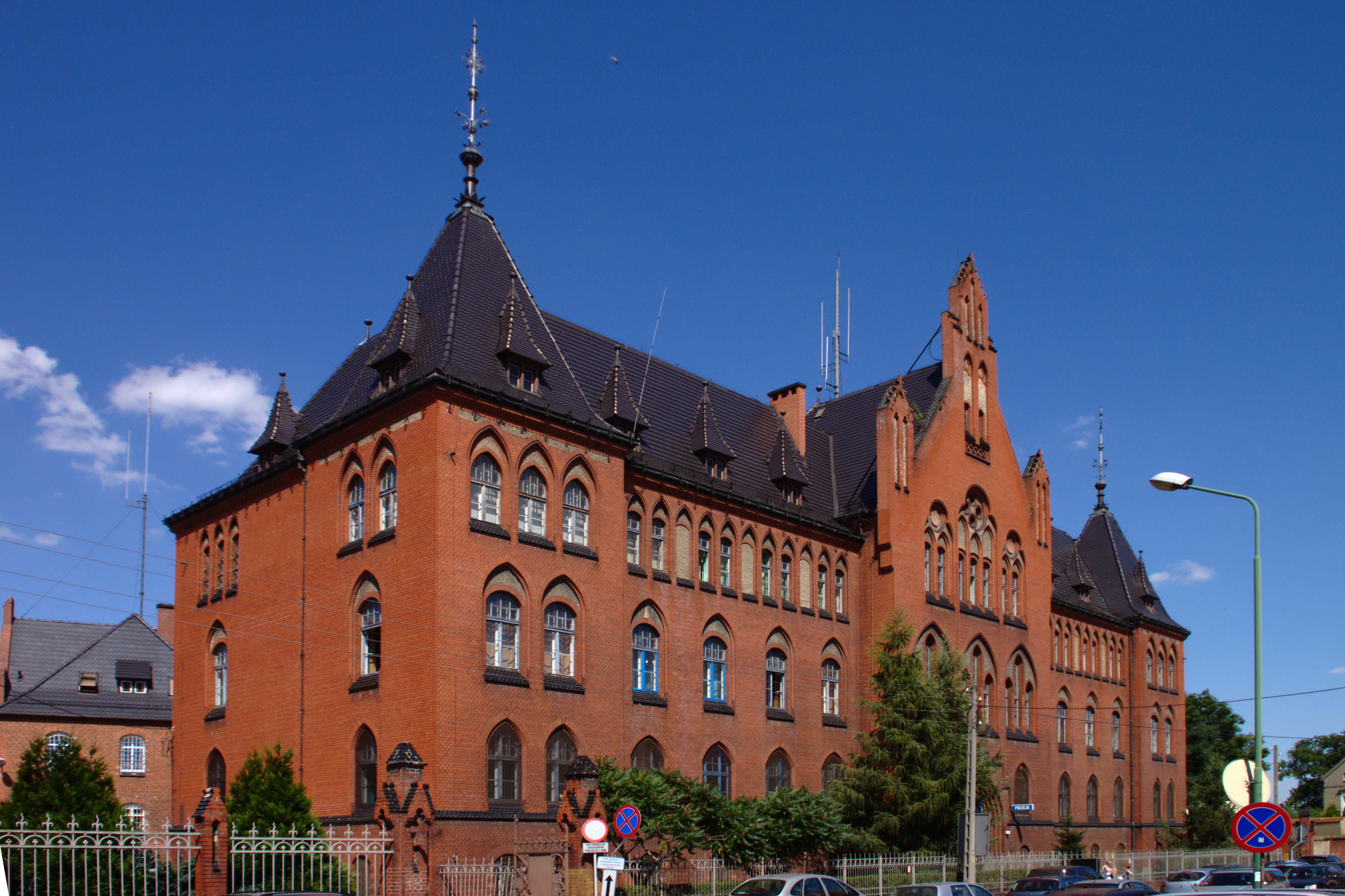
Komenda Powiatowa Policji

Miasto jest siedzibą starostwa powiatu dzierżoniowskiego oraz siedzibą wiejskiej gminy Dzierżoniów. W mieście znajduje się także sąd rejonowy, prokuratura rejonowa, urząd skarbowy i urząd celny.
Mieszkańcy Dzierżoniowa wybierają posłów z okręgu wyborczego Wałbrzych a senatora w okręgu nr 5.

### Podział administracyjny
Lista osiedli w Dzierżoniowie:
- Osiedle Makowe
- Osiedle Andrzeja Struga
- Osiedle Słoneczne
- Stare Miasto
- Osiedle Kolorowe
- Osiedle Jasne
- Osiedle Różane
- Osiedle Błękitne
- Osiedle Złote
- Osiedle Tęczowe
- Osiedle Pogodne
- Osiedle Zielone
- Osiedle Młodych
- Osiedle Zacisze
- Osiedle Rynek
- Osiedle Małopolne
- Osiedle Sobieskiego

### Miasta partnerskie
- Hajdúszoboszló,  Węgry, 2015-09-26
- Bischofsheim,  Niemcy, 1990-03-31
- Crewe and Nantwich,  Wielka Brytania, 2005-10-22
- Lanškroun,  Czechy, 1999-10-27
- Serock, Kluczbork,  Polska

## Media
W mieście działa telewizja kablowa, oraz wydawane są:
- „Tygodnik Dzierżoniowski”[24]
- „Doba.pl”[25]

Z Dzierżoniowa nadawana jest też jedna ze stacji radiowych należących do sieci Meloradio.